# 152 هـ
152 هـ هي سنة في التقويم الهجري امتدت مقابلةً في التقويم الميلادي بين سنتي 769 و770.

## مواليد
- يحيى بن يحيى بن كثير
- هناد بن السري
- يحيى بن يحيى الليثي